# Walckenaeria tricornis
Walckenaeria tricornis là một loài nhện trong họ Linyphiidae.
Loài này thuộc chi Walckenaeria. Walckenaeria tricornis được James Henry Emerton miêu tả năm 1882.